# Новини N
Новини N — миколаївська інтернет-газета. Заснована на початку 2005 року.
Щоденна аудиторія Ua — від 20 тис. чоловік, які переглядають понад 60 тисяч сторінок (Bigmir) net — Новини і ЗМІ).
Працює цілодобово, освітлюючи світові, українські та регіональні новини.
Основна тематика — політика, соціальні проблеми, економіка. На сайті є постійно оновлювана стрічка новин, архів публікацій, інтерв'ю відомих людей, письменників, журналістів, спортсменів. У «Новинах-N» регулярно публікуються журналістські розслідування.
Офіційна назва — Новини N Обласна громадсько-політична інтернет-газета міста Миколаєва
За даними Alexa.com на 25 червня 2012 сайт Новини-N входить до списку 1000 найбільш популярних сайтів в Україні.